# Gran Premi de San Marino de 1983

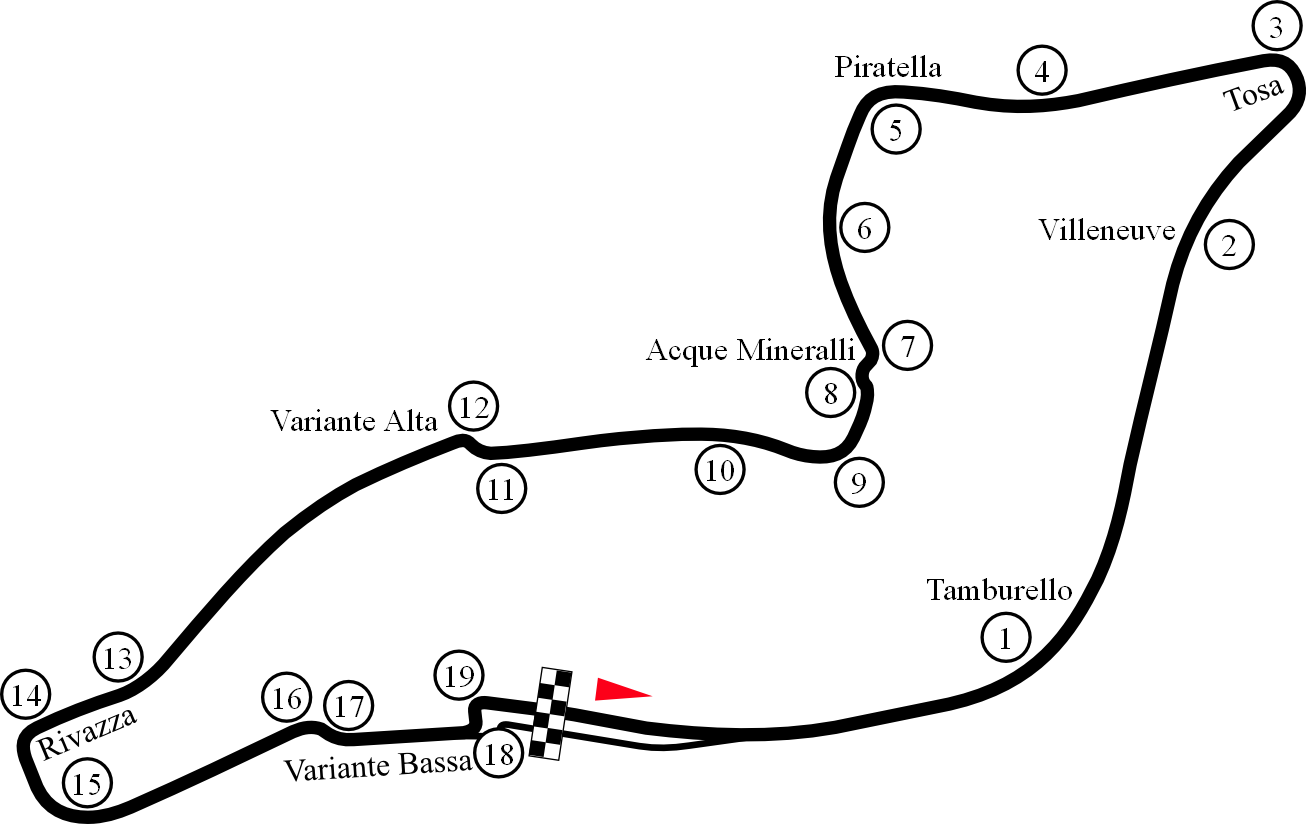
Mapa del Circuit d'Imola.

Resultats del Gran Premi de San Marino de la temporada 1983 disputat a l'Autodromo Enzo e Dino Ferrari l'1 de maig del 1983.

## Classificació
| Pos | No | Pilot              | Equip           | Voltes | Temps/ Retirada   | Pos. de sortida | Punts |
| --- | -- | ------------------ | --------------- | ------ | ----------------- | --------------- | ----- |
| 1   | 27 | Patrick Tambay     | Ferrari         | 60     | 1h 37' 52. 4      | 3               | 9     |
| 2   | 15 | Alain Prost        | Renault         | 60     | + 48.781 s        | 4               | 6     |
| 3   | 28 | René Arnoux        | Ferrari         | 59     | + 1 Volta         | 1               | 4     |
| 4   | 1  | Keke Rosberg       | Williams - Ford | 59     | + 1 Volta         | 11              | 3     |
| 5   | 7  | John Watson        | McLaren - Ford  | 59     | + 1 Volta         | 24              | 2     |
| 6   | 29 | Marc Surer         | Arrows - Ford   | 59     | + 1 Volta         | 12              | 1     |
| 7   | 2  | Jacques Laffite    | Williams - Ford | 59     | + 1 Volta         | 16              |       |
| 8   | 30 | Chico Serra        | Arrows - Ford   | 58     | + 2 Voltes        | 20              |       |
| 9   | 26 | Raul Boesel        | Ligier - Ford   | 58     | + 2 Voltes        | 25              |       |
| 10  | 23 | Mauro Baldi        | Alfa Romeo      | 57     | Motor             | 10              |       |
| 11  | 9  | Manfred Winkelhock | ATS - BMW       | 57     | + 3 Voltes        | 7               |       |
| 12  | 12 | Nigel Mansell      | Lotus - Ford    | 56     | Virolla           | 15              |       |
| Ret | 6  | Riccardo Patrese   | Brabham - BMW   | 54     | Virolla           | 5               |       |
| Ret | 22 | Andrea de Cesaris  | Alfa Romeo      | 45     | Encesa            | 8               |       |
| Ret | 11 | Elio de Angelis    | Lotus - Renault | 43     | Prob. de direcció | 9               |       |
| Ret | 5  | Nelson Piquet      | Brabham - BMW   | 41     | Motor             | 2               |       |
| Ret | 25 | Jean-Pierre Jarier | Ligier - Ford   | 39     | Radiador          | 19              |       |
| Ret | 4  | Danny Sullivan     | Tyrrell - Ford  | 37     | Col·lisió         | 22              |       |
| Ret | 35 | Derek Warwick      | Toleman - Hart  | 27     | Virolla           | 14              |       |
| Ret | 31 | Corrado Fabi       | Osella - Ford   | 20     | Virolla           | 26              |       |
| Ret | 36 | Bruno Giacomelli   | Toleman - Hart  | 20     | Suspensions       | 17              |       |
| Ret | 8  | Niki Lauda         | McLaren - Ford  | 11     | Virolla           | 18              |       |
| Ret | 34 | Johnny Cecotto     | Theodore - Ford | 11     | Virolla           | 23              |       |
| Ret | 3  | Michele Alboreto   | Tyrrell - Ford  | 10     | Col·lisió         | 13              |       |
| Ret | 33 | Roberto Guerrero   | Theodore - Ford | 3      | Virolla           | 21              |       |
| Ret | 16 | Eddie Cheever      | Renault         | 1      | Turbo             | 6               |       |
| NVQ | 17 | Eliseo Salazar     | RAM - Ford      |        |                   |                 |       |
| NVQ | 32 | Piercarlo Ghinzani | Osella - Ford   |        |                   |                 |       |

## Altres
- Pole: René Arnoux 1' 31. 238

- Volta ràpida: Riccardo Patrese 1' 34. 437 (a la volta 47)